# Maracaynatum trinidadense
Maracaynatum trinidadense – gatunek kosarza z podrzędu Laniatores i rodziny Samoidae.

## Występowanie
Gatunek wykazany z wyspy Trynidad.